# ジクマリンゲン
ジクマリンゲン(Sigmaringen)は、ドイツ南部バーデン＝ヴュルテンベルク州の、標高約580mに位置する市。1850年〜1945年はプロイセン領であった。人口18,271人（2015年12月末現在）。